# 国際金融センター・釜山銀行駅
国際金融センター・釜山銀行駅（ククチェグムニュンセンター・プサヌネンえき）は、大韓民国釜山広域市南区にある釜山交通公社2号線の駅である。駅番号は217。
釜山交通公社および釜山広域市のみならず、大韓民国の鉄道駅で一番長い駅名である。案内上の日本語表記は釜山国際金融センター・釜山銀行駅。

## 駅構造
島式ホーム1面2線の地下駅。フルスクリーンタイプのホームドアが設置されている。出入口は4箇所に設けられている。

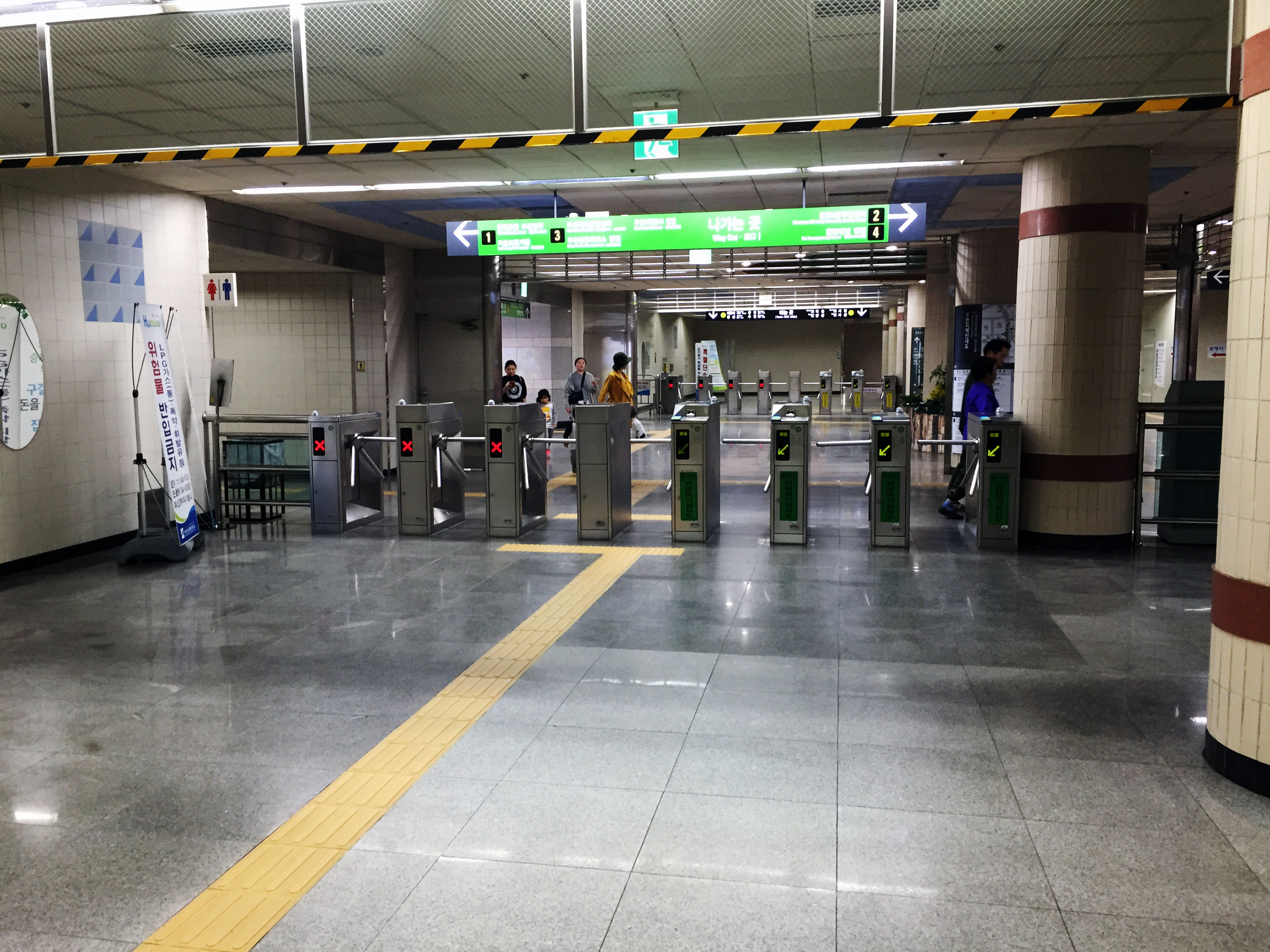
改札口（2015年5月）
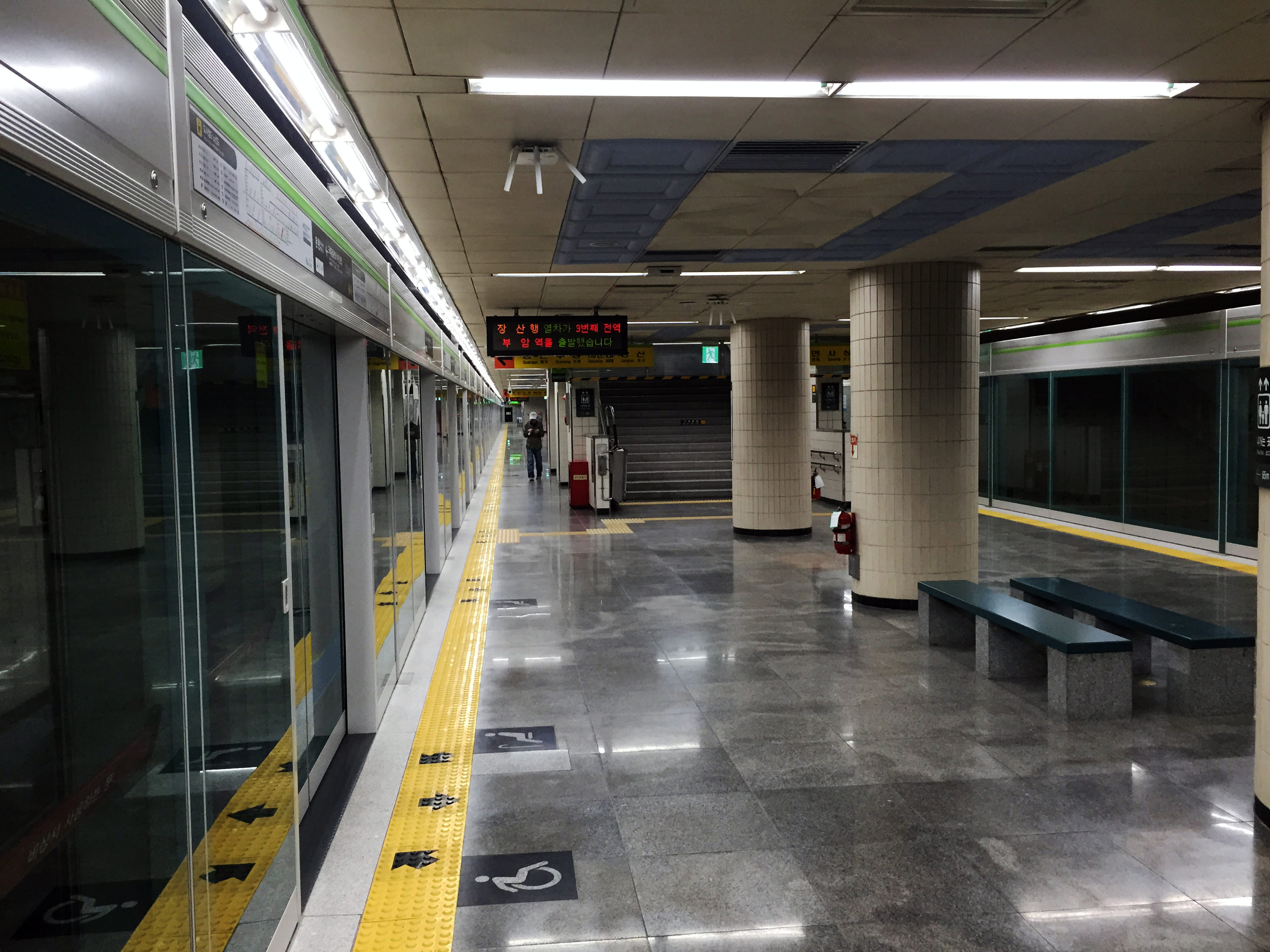
上りホーム（2015年5月）
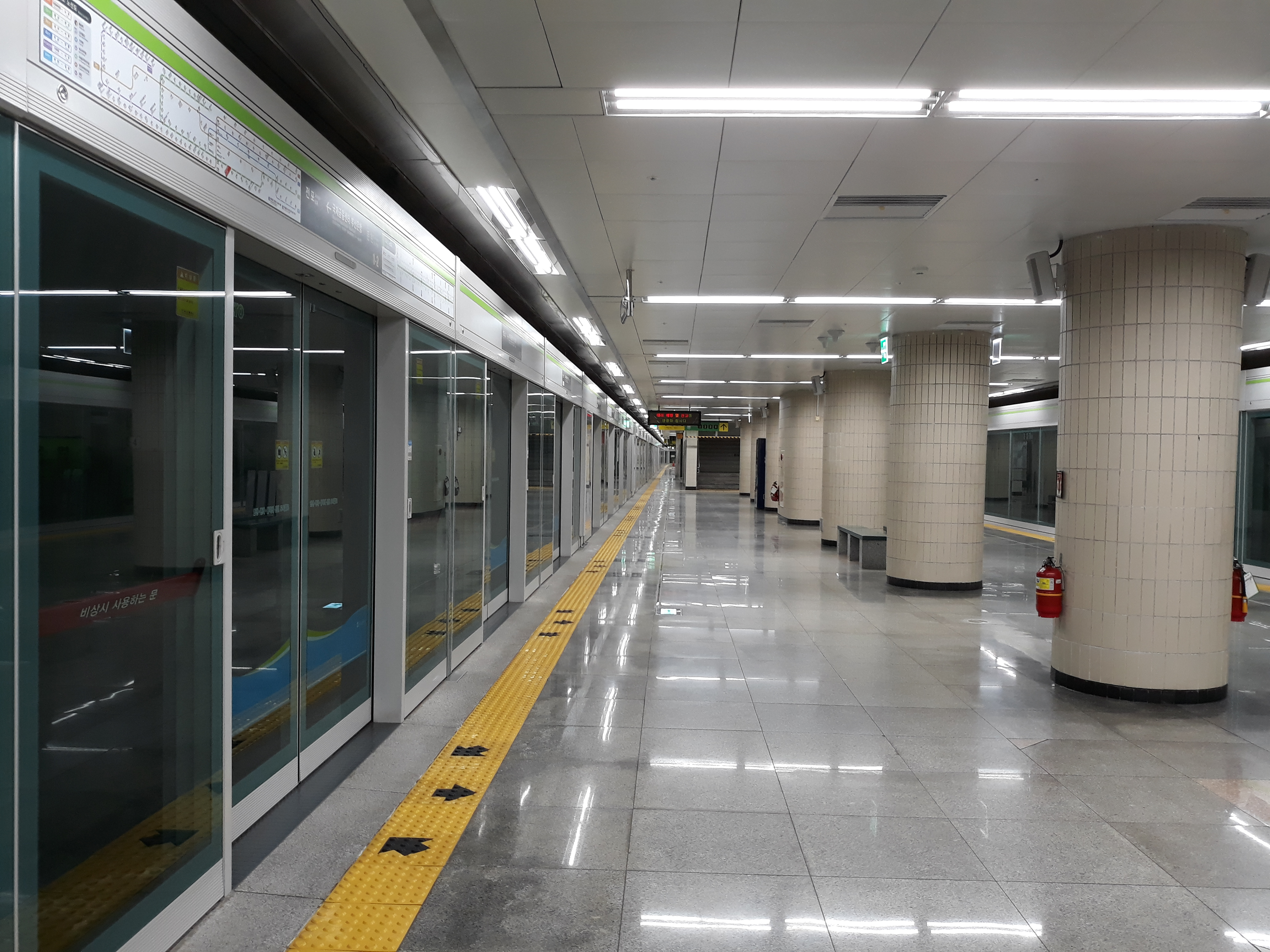
下りホーム（2018年4月）
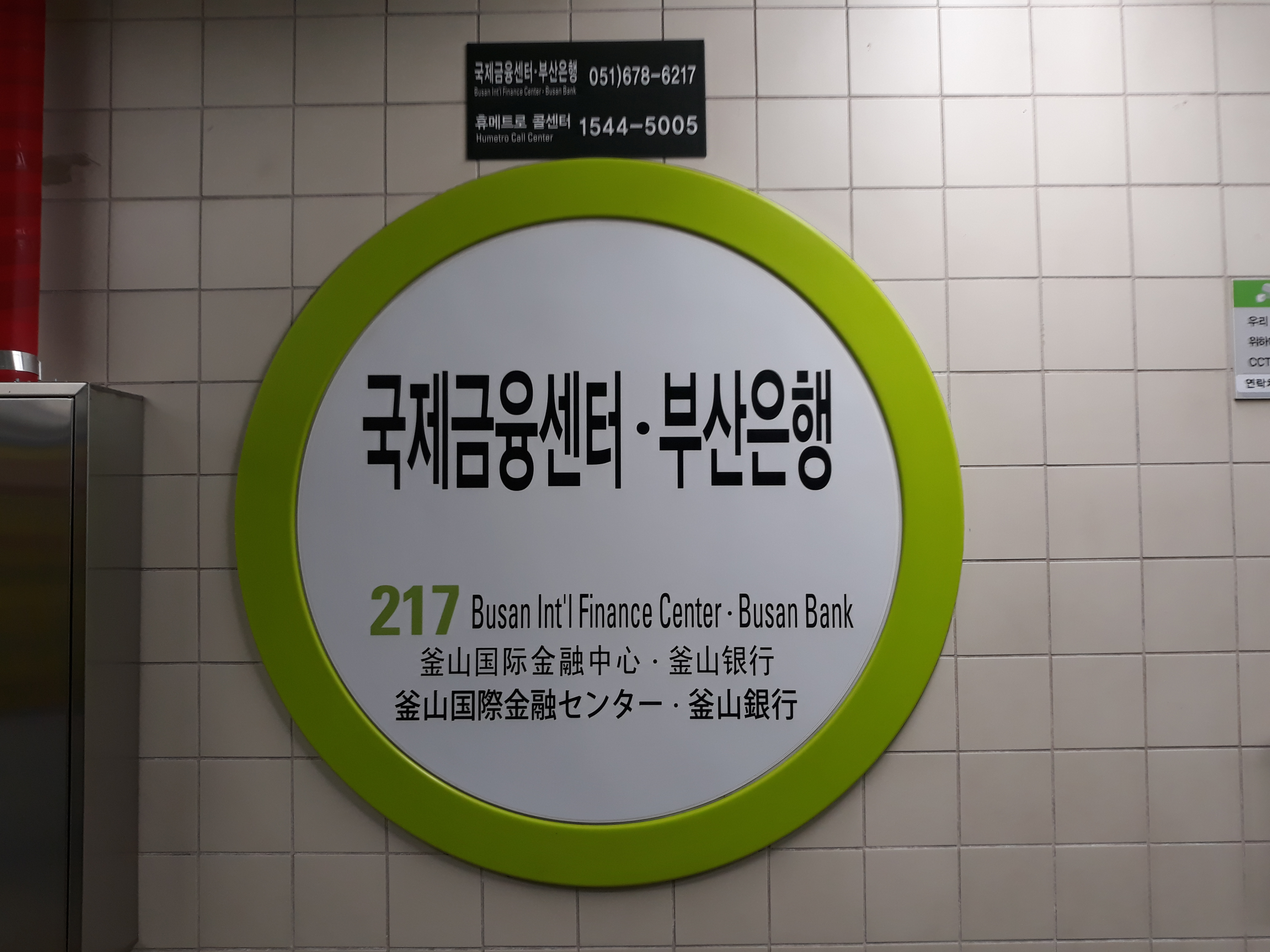
駅名標

### のりば
| 上り | 2号線 | 萇山方面 |
| 下り | 2号線 | 梁山方面 |

## 歴史
- 2001年8月8日 - 2号線の開通に伴い門田駅として開業。
- 2014年12月5日 - 国際金融センター・釜山銀行駅に改称。

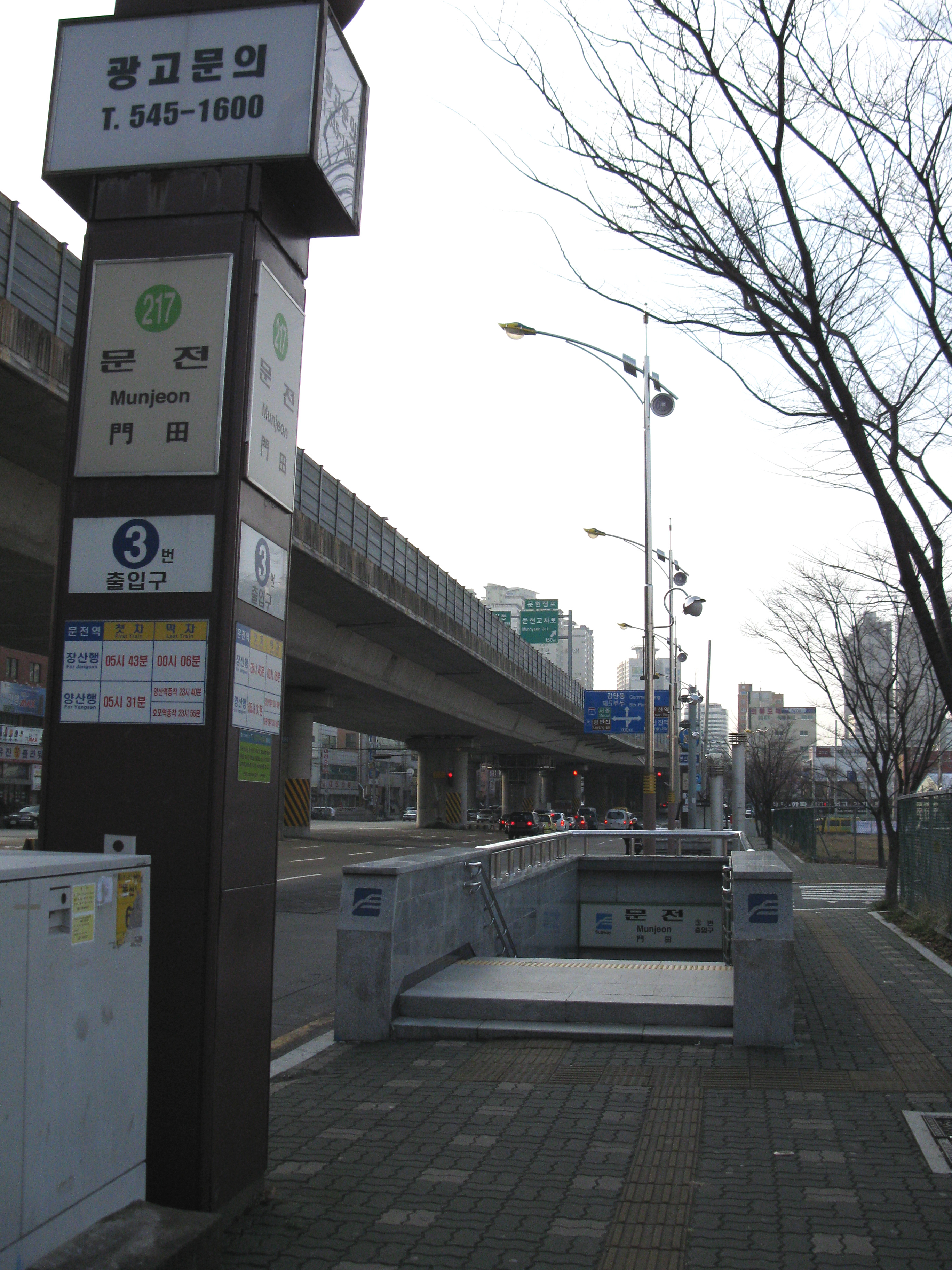
改称前の1番出入口（2009年2月）
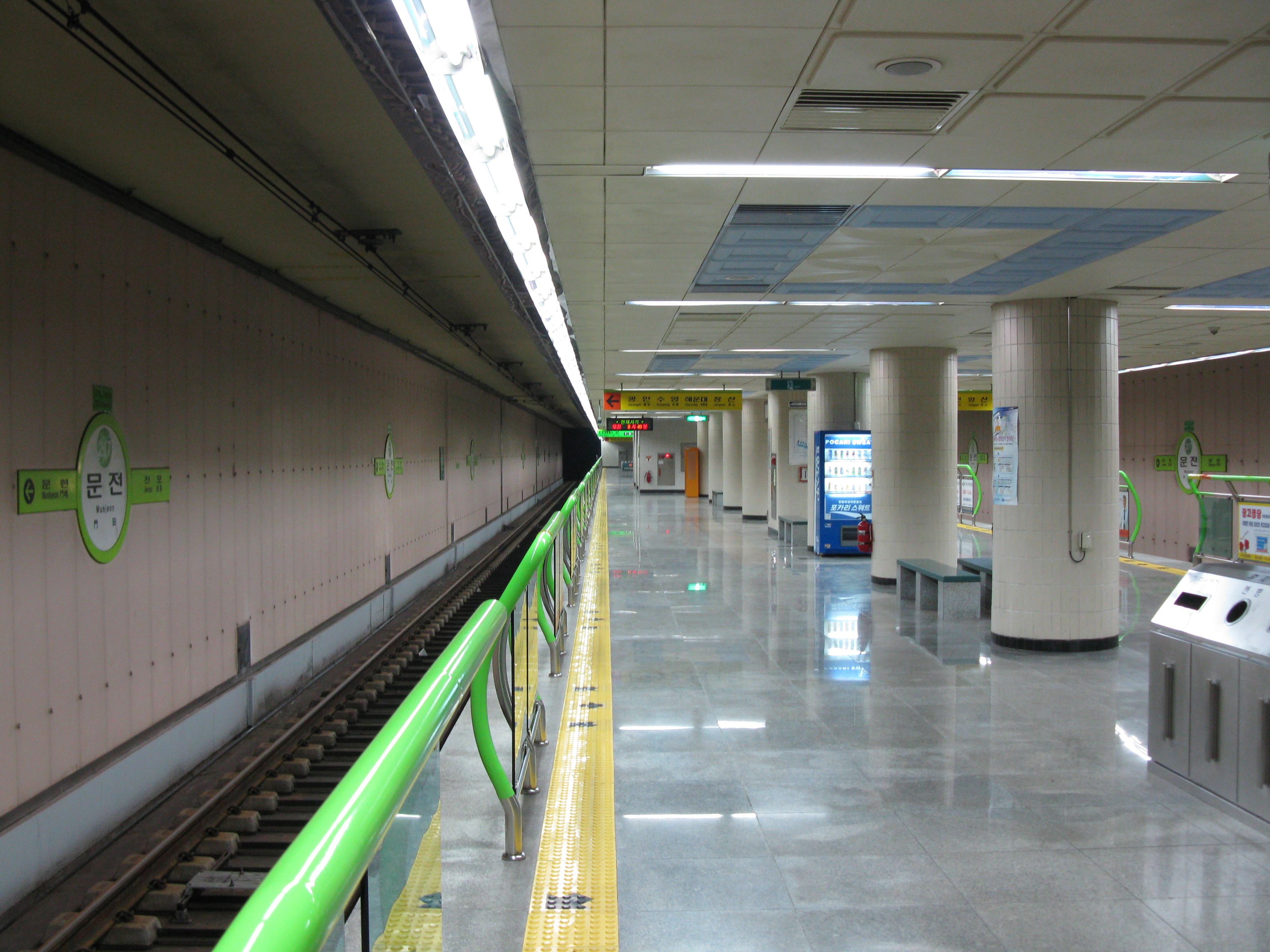
改称前のホーム（2009年2月）
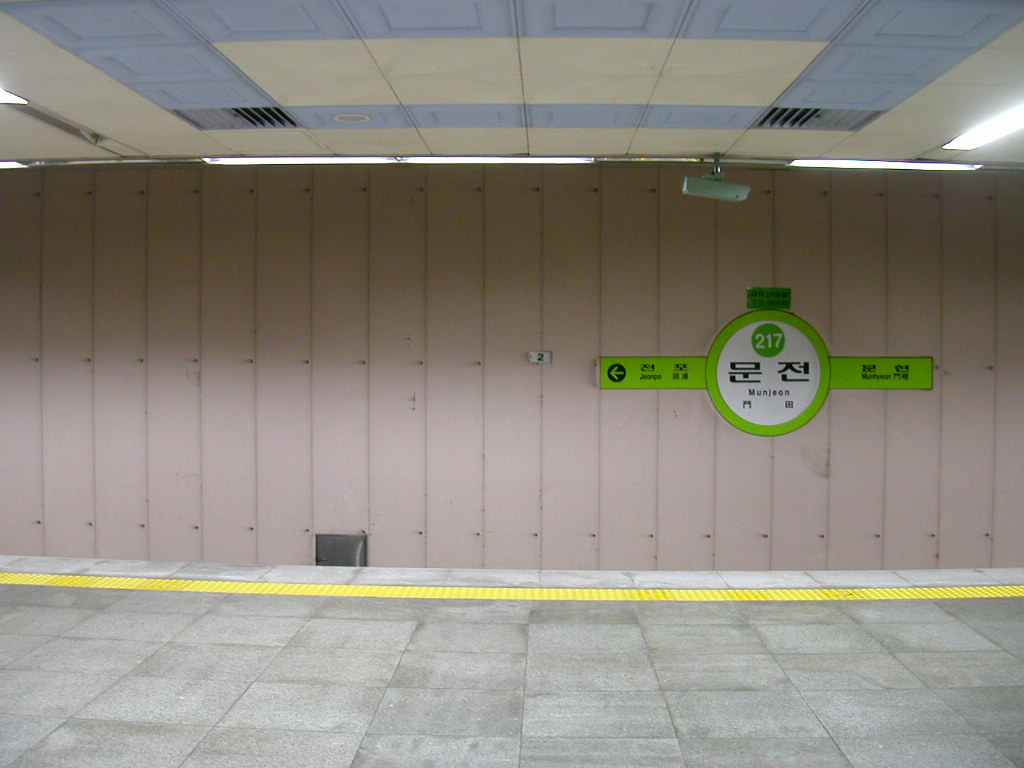
改称前の駅名標

## 駅周辺
- 釜山国際金融センター（BIFC）（朝鮮語版）
- 門峴金融団地
- 釜山銀行本店
- 門峴2洞住民センター
- 城東初等学校
- ハニョル高等学校
- 門峴女子高等学校
- 韓国銀行釜山本部
- イーマート門峴店

## 隣の駅
釜山交通公社
 2号線
門峴駅 (216) - 国際金融センター・釜山銀行駅(217) - 田浦駅 (218)